# Crepidium marsupichilum
Crepidium marsupichilum là một loài thực vật có hoa trong họ Lan. Loài này được (Upton) Szlach. mô tả khoa học đầu tiên năm 1995.